# Cordillera Muñecas
Die Cordillera Muñecas ist ein Höhenzug im südamerikanischen Binnenstaat Bolivien.
Die Cordillera Muñecas erstreckt sich am Rand des bolivianischen Altiplano etwa zwischen den Städten Huarina und Puerto Acosta am südöstlichen Rand des Titicaca-Sees. Die Kordillere liegt im Departamento La Paz und hat eine Länge von 100 km und eine mittlere Breite von 15 bis 20 Kilometer. Sie erreicht eine Höhe von kaum mehr als 4600 m und ist nur an ganz wenigen Stellen vergletschert.
Die Kordillere ist Teil der südamerikanischen Cordillera Central und erstreckt sich zwischen dem Titicaca-See und der parallel laufenden Cordillera Real. Sie ist niedriger als die Cordillera Real und kaum besiedelt.
Westlich des Hochgebirgsrückens zieht sich die Nationalstraße Ruta 16 von Huarina über Escoma bis Pumazani. Als einzige wichtige Passstraße überquert von Achacachi aus die Straße nach Sorata den Gebirgszug mit einer Passhöhe von 4270 m, sie führt dann weiter nach Mapiri und Guanay ins bolivianische Tiefland.
Koordinaten: 15° 45′ 0″ S, 68° 55′ 0″ W